# Радета Станковић
Радета Станковић (Беч, 1905 – Београд, 1996) био је југословенски и српски вајар и универзитетски професор.

## Биографија
Рођен је 1905. године у Бечу. Завршио је Краљевску академију за уметност и обрт у Загребу код професора Ивана Мештровића 1933. године. Био је на студијским путовањима у Француској, Великој Британији и осталим земљама. Добио је награду за споменик Скендербегу у Тирани 1939. године.
Први пут је излагао у Београду 1937. године. Учествовао је на бројним колективним изложбама у Југославији и иностранству, а самостално је излагао у Београду 1973. и 1988. године. Био је доцент на Академији ликовних уметности и затим професор на Академији примењених уметности у Београду од оснивања 1948. до одласка у пензију 1968. године.
Учествовао је 1957. на изложби савремене српске скулптуре, Галерија УЛУС-а, Београд.
Био је син лекара и члана намесништва др Раденка Станковића.

## Стваралаштво
Нека Станковићева значајнија јавна остварења су:
- Споменик краљу Александру, Ниш 1939.
- Споменик обалском раднику, Београд 1952.
- Споменик Жарку Зрењанину, Зрењанин 1952.
- Споменик Васи Чарапићу, Београд 1950.
- Споменик палим борцима НОБ-а, Опово 1957.
- Споменик Народноослободилачкој борби, Кикинда 1967.
- Споменик Космајском НОП одреду, Космај 1982.
- Споменик „Партизан на вечној стражи“ на Гробљу ослободилаца Београда, Београд 1988.

## Галерија
- Споменик Васи Чарапићу, Београд
- Споменик обалском раднику, Београд
- Споменик Жарку Зрењанину, Зрењанин
- Споменик Народноослободилачкој борби, Башаид